# Kasteel van Assas
Het Kasteel van Assas (Frans: Château d'Assas) is een kasteel in de Franse gemeente Assas.